# Jeanne Delay
Jeanne Delay (* 18. Mai 1920; † 6. Oktober 2012) war eine französische Tischtennisspielerin.
Jeanne Delay war nur 1,49 m groß. Sie wurde viermal französische Meisterin im Einzel (1937, 1938, 1948, 1949) sowie 1938 im Damendoppel mit Ginette Soulage. 1949 nahm sie an der Weltmeisterschaft teil und gewann dabei mit der französischen Damenmannschaft Bronze.
Später trat sie noch bei Seniorenwettbewerben an, wo sie bei der Senioren-Europameisterschaft 1995 in Wien in der Altersklasse Ü70 zusammen mit Geneviève Rebatte das Endspiel im Doppel erreichte. Mit der gleichen Partnerin wurde sie 1990 und 2000 Senioren-Weltmeister.

## Privat
Jeanne Delay hatte drei Kinder.